# Mala Zelena, Cemerivți
Mala Zelena (în ucraineană Мала Зелена) este un sat în comuna Șîdlivți din raionul Cemerivți, regiunea Hmelnîțkîi, Ucraina.

## Demografie
Componența lingvistică a localității Mala Zelena
     Ucraineană (98,32%)
     Rusă (1,68%)
Conform recensământului din 2001, majoritatea populației localității Mala Zelena era vorbitoare de ucraineană (98,32%), existând în minoritate și vorbitori de rusă (1,68%).